# Вангелау
Вангелау (њем. Wangelau) општина је у њемачкој савезној држави Шлезвиг-Холштајн. Једно је од 131 општинског средишта округа Херцогтум Лауенбург. Према процјени из 2010. у општини је живјело 210 становника. Посједује регионалну шифру (AGS) 1053128.

## Географски и демографски подаци
Вангелау се налази у савезној држави Шлезвиг-Холштајн у округу Херцогтум Лауенбург. Општина се налази на надморској висини од 36 метара. Површина општине износи 6,5 km². У самом мјесту је, према процјени из 2010. године, живјело 210 становника. Просјечна густина становништва износи 32 становника/km².